# Ithmar Capital
Ithmar Capital (Vormals: Fonds Marocain de Développement Touristique, FMDT; arabisch إثمار كابيتال, DMG Iṯmār Kābītāl) ist ein 2011 gegründeter Staatsfonds mit Sitz in Rabat, Hay Riad Morocco, Afrika. Seine Hauptaufgabe besteht darin, die wirtschaftliche Entwicklung des Königreichs Marokko zu unterstützen.
Derzeit wird das verwaltete Vermögen auf 1,84 Milliarden USD beziffert.

## Geschichte
Ithmar Capital wurde am 11. November 2011 von der marokkanischen Regierung gegründet und vom Hassan-II.-Fonds für wirtschaftliche und soziale Entwicklung unter dem Namen Fonds Marocain de Développement Touristique (FMDT) unterstützt. Der Fonds ist Teil der langfristigen Entwicklungspläne des Königreichs Marokko für verschiedene Wirtschaftssektoren.
Anfangs verfolgte der FMDT diese langfristige Vision im Rahmen der Umsetzung des strategischen Tourismusplans „Vision 2020“. 2016 beschloss der Vorstand, den Umfang des Fonds auf alle produktiven Sektoren der marokkanischen Wirtschaft auszuweiten. Die Anteilseigner änderten zudem den Firmennamen des Fonds in Ithmar Al Mawarid, wobei Ithmar Capital der Handelsname wurde.
Als Staatsfonds befolgt Ithmar die Santiago-Prinzipien, die vom International Forum of Sovereign Wealth Funds (IFSWF) aufgestellt wurden und bei dem Ithmar seit 2015 aktives Mitglied ist.
2016 gaben die Weltbankgruppe und Ithmar Capital bekannt, sie würden eine Green Growth Infrastructure Facility for Africa (GGIF) gründen, den ersten panafrikanischen Fonds, der sich grünen Investitionen auf dem Kontinent widmet.